# Гигиеническая помада
Гигиеническая помада (разг. Гигиеничка) — губная помада, предназначенная для смягчения обветренной или потрескавшейся кожи губ. Основные компоненты: растительные масла, вазелин и др. В отличие от декоративной помады цвета не имеет, либо обладает слабовыраженным окрасом.

## Назначение
В коже губ отсутствуют потовые железы, сальных желез очень мало, от этого губы почти всегда сухие, и их влажность обеспечивается только слюной. Если губы часто пересыхают и трескаются, помада помогает избавиться от дискомфорта и неприятных ощущений.
Компоненты, из которых производят гигиеническую помаду, обеспечивают увлажнение, питание и защиту губ от вредного воздействия окружающей среды. Основная их задача — образование на губах защитной плёнки, которая препятствует потере влаги, способствует увлажнению губ и их питанию. Добавление различных натуральных компонентов способно улучшить качество и свойства гигиенической помады.

## Состав
В состав помады входят увлажняющие и жировые компоненты, витамины, а также фильтры, предохраняющие губы от избытка ультрафиолетовых лучей, а входящие в состав экстракты из лекарственных растений помогут не только избежать обветривания и трещин, но и залечить уже образовавшиеся трещины.
- Витамин E — Разглаживает морщинки вокруг губ и замедляет процессы старения кожи.
- Витамин B12 и Витамин C — Обладают противовоспалительным и заживляющим действием.
- Витамин A — Смягчает и питает кожу губ.
- Азулен — оказывает противовоспалительное и противоаллергическое действие, обладает увлажняющими свойствами. Является профилактическим средством против хейлита.
- Пчелиный воск — предотвращает обезвоживание тонкой, нежной кожи губ, создаёт защитное покрытие, повышает упругость и эластичность кожи.
- Мёд — Освежает и защищает кожу губ от высыхания.
- Масло жожоба — богато аминокислотами (протеином), обладает противовоспалительными свойствами. Борется с покраснениями и воспалениями кожи.
- Ромашка,календула — Питают и увлажняют кожу, защищая её от вредных окружающих факторов.
- Абрикосовое и касторовое масла — Увлажняют, смягчают и питают кожу губ.
- Алоэ вера — Обладает широким спектром действия. Оказывает ранозаживляющее, регенерирующее, смягчающее, увлажняющее, антибактериальное и противовоспалительное действия.
- Сквален — Оказывает смягчающее, антиоксидантное воздействие. Хорошо проникает в кожу, служит переносчиком активных компонентов, в том числе и витаминов A и Е, также входящих в состав помады.
- исландский мох — Обладает противовоспалительным, ранозаживляющим и противомикробным действием. Содержит много микроэлементов, витаминов В12 и С.
- Масло какао — Защищает губы от потери влаги, питая их.
- Ланолин — Создаёт на поверхности губ тонкую плёнку, придаёт губам эластичность и гладкость, смягчает их.
- Аллантоин — Обладает увлажняющим эффектом.
- УФ фильтры — Защищают губы от солнечного излучения.

Обращать внимание на состав гигиенической помады очень важно, так как люди, которые регулярно пользуются ими, каждый год «съедают» около четырёх таких карандашей. Помимо полезных веществ в бальзамы могут быть добавлены опасные для здоровья канцерогенные вещества, к примеру, ароматические минеральные масла (MOAH) и насыщенные минеральные масла (MOSH). Первые обладают мутагенными свойствами. Вторые могут причинить вред различным человеческим органам.
Если в состав помады входят продукты нефтепереработки парафин и вазелин, то возможна окклюзия. Эти соединения приводят к окклюзии на поверхности губ, вода не может испаряться, и в то же время не происходит дыхание кожи. Для поддержания водно-жирового баланса губ в норме используются помады, содержащие воск. В изготовлении гигиенических помад применяют не только пчелиный воск, но и натуральные канделильский и карнаубский воски, которые также называют «слезами растений».

## Виды
- Гигиеническая помада с ультрафиолетовым фильтром. Ею следует пользоваться летом или в местах с повышенной солнечной активностью (таких, как горнолыжные курорты).
- Питательная помада. Такой помадой лучше пользоваться в зимнее время.
- Увлажняющая помада. Подойдет для лета, зимой при её использовании губы могут потрескаться, так как помада будет впитываться слишком быстро.
- Противогерпетическая помада. Она обладает смягчающим и антисептическим действием, а также высокой противовирусной активностью и может применяться в целях профилактики и предохранения от вирусной инфекции.
- Гигиеническая помада — бальзам. Некоторые предприятия выпускают препараты, совмещающие в себе свойства бальзама для губ и гигиенической помады. В составе такого средства может содержаться кунжутное масло, масло бабассу, витамины E и А, предотвращающие сухость и растрескивание губ.

## Технология производства
Производственные стадии гигиенической помады включают в себя:
- Проверка исходного сырья по качественным показателям (для косметических средств предъявляются строгие параметры безопасности, конечный продукт должен соответствовать данным требованиям)
- Дозирование, расплав, смешивание компонентов (используется специальная аппаратура и условия)
- Вакуумная обработка массы (избавление от пузырьков в помаде)
- Кристаллизация смеси (проходит в течение двух суток)
- Расплавление
- Формовка (разделение общей массы помады на кусочки, придание им необходимой формы)
- Расфасовка (помещение помады в привычный нам пластмассовый футляр)